# Jevsevij (Dudka)
Jevsevij (světským jménem: Ivan Ivanovyč Dudka; * 4. dubna 1964, Balamutivka) je ukrajinský duchovní Ukrajinské pravoslavné církve Moskevského patriarchátu a metropolita šepetivský a slavutský.

## Život
Narodil se 4. dubna 1964 ve vesnici Balamutivka Černovické oblasti.
Po absolvování střední školy pracoval na stavbě. Od roku 1982 sloužil v řadách Rudé armády. Po demobilizaci nastoupil na Moskevský duchovní seminář a ve druhém ročníku byl přijat mezi bratry Trojicko-sergijevské lávry. Dne 18. září 1986 byl představeným lávry archimandritou Alexijem (Kutěpovem) postřižen na monacha se jménem Jevsevij. Stejného roku ho arcibiskup vladimirský a suzdalský Serapion (Fadějev) rukopoložil na jerodiákona a roku 1988 biskup Valentin (Miščuk) na jeromonacha.
V květnu 1989 byl poslán do Počajivské lávry a roku 1992 přešel do kléru černovické eparchie. Dne 8. prosince byl jmenován představeným Chreščatyckého monastýru. Následující rok byl povýšen na igumena a roku 1994 na archimandritu.
Roku 2006 dokončil Černovický pravoslavný bohoslovecký institut.
Dne 16. září 2014 jej Svatý synod Ukrajinské pravoslavné církve zvolil biskupem chotynským a vikářem černovické eparchie. Dne 27. září byl oficiálně jmenován biskupem a o den později proběhla jeho biskupská chirotonie. Hlavním světitelem byl metropolita kyjevský a celé Ukrajiny Onufrij (Berezovskyj).
Dne 29. ledna 2016 byl ustanoven biskupem šepetivským a slavutským a 17. srpna 2020 byl povýšen na arcibiskupa. Dne 5. listopadu 2022 byl povýšen na metropolitu.